# Dième
Dième település Franciaországban, Rhône megyében. Lakosainak száma 196 fő (2022. január 1.). Dième Saint-Clément-sur-Valsonne, Létra, Ternand, Valsonne, Saint-Appolinaire, Saint-Just-d’Avray, Chamelet és Saint-Vérand községekkel határos.

## Népesség
A település népességének változása:
| Lakosok száma | 206  | 202  | 196  | 186  | 189  | 193  | 191  | 194  | 196  |
|               | 2013 | 2015 | 2016 | 2017 | 2018 | 2019 | 2020 | 2021 | 2022 |